# Nein, ich will noch nicht ins Bett!
Nein, ich will noch nicht ins Bett! (schwedisch Jag vill inte gå och lägga mig!) ist ein Buch von Astrid Lindgren.

## Handlung
Lasse will abends nicht schlafen gehen. Immer findet er neue Dinge, die er noch unternehmen kann. Seine Mutter weiß absolut nicht, wie sie ihn dazu bewegen kann früher ins Bett zu gehen. Daher lässt Tante Lotte Lasse durch ihre Zauberbrille sehen. Mit dieser beobachtet Lasse, was die anderen Kinder gerade unternehmen.
Lasse sieht einen Bärenjungen, der nach einem langen Tag im Wald im Bett sitzt und seinen Honigbrei isst. Im Kinderzimmer gehen die Kaninchenkinder nach einer Kissenschlacht zu Bett. Fünf kleine Vogelkinder schlafen auf den Bäumen, nachdem sie nachmittags das Fliegen geübt haben. Drei Eichhörnchenkinder spielen mit einer Spielzeugeisenbahn, essen ein Bonbon und gehen anschließend zu Bett. Derweil kommt Mauskind Kasper zu spät nach Hause, nachdem er auf dem Hof gespielt hatte. Seine Mutter erklärt, dass er schnell noch zu Abend essen müsse und dann ins Bett gehen solle, da seine Geschwister schon alle schlafen würden.
Nachdem Lasse die Brille abgenommen hat, erklärt Tante Lotte ihm, dass er gesehen habe, dass Abends alle Kinder schlafen müssen. Daher solle auch er schlafen gehen. Lasse geht nach Hause und zieht sich ganz leise aus. Als seine Mutter kommt, um ihn ins Bett zu bringen, schläft er schon.

## Veröffentlichungen
Das Buch wurde 1947 unter dem Titel Jag vill inte gå och lägga mig! in Schweden erstveröffentlicht. Illustriert wurde diese Ausgabe von Brigitta Nordenskjöld. Eine illustrierte Neuauflage mit Bildern von Ilon Wikland wurde 1988 veröffentlicht. 1989 wurde diese Auflage auch in Deutschland herausgebracht. Die deutsche Übersetzung schrieb Anna-Liese Kornitzky.

## Rezeption
Sabine Mosch findet, dass Astrid Lindgren „mit viel Herz und Verständnis für die Kinder – aber auch für die genervten Eltern“ schreibe.
Readingastrid  meint, dass das Buch „verdammt bezaubernd“ sei.